# Sistema Nacional de Colegios Científicos de Costa Rica
El Sistema Nacional de Colegios Científicos de Costa Rica es un conjunto de colegios preuniversitarios, públicos y gratuitos, que se encuentran distribuidos a nivel nacional. Los Colegios Científicos están orientados hacia un estudio intenso de las distintas ciencias puras y exactas tales como matemáticas, biología, física y química. 

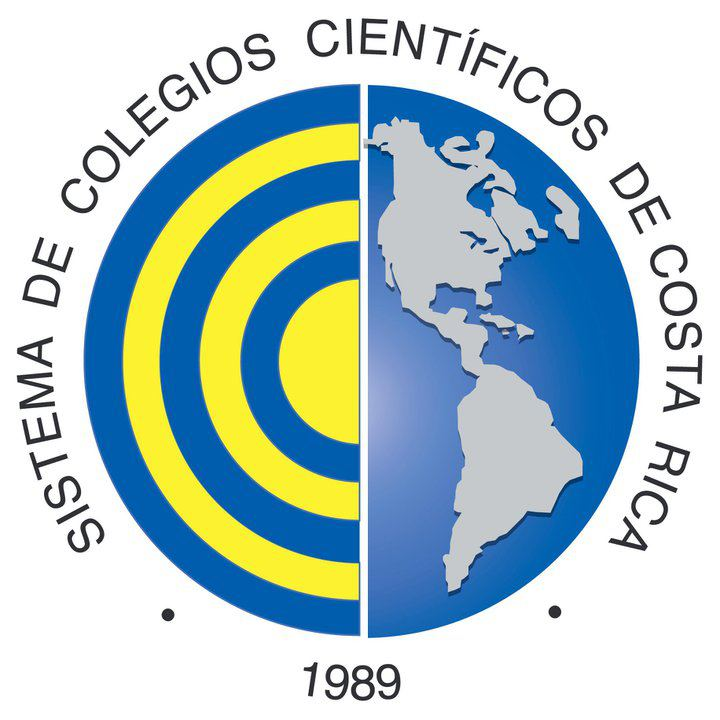
Escudo de los Colegios Científicos

Más del 50% de los estudiantes del Sistema Nacional de Colegios Científicos de Costa Rica han obtenido medallas o menciones honoríficas en las distintas olimpiadas académicas, ferias científicas y otro tipo de competencias en el país, así como diversos reconocimientos a nivel internacional. En el sistema no solo se busca el crecimiento académico científico de los estudiantes, sino también un desarrollo cultural y social (fomentando la participación de los estudiantes en actividades como campamentos y festivales artísticos), con el fin de formar personas hábiles en distintos ámbitos.
Actualmente hay 11 sedes de colegios científicos alrededor del país.

## Historia
El Sistema Nacional de Colegios Científicos fue concebido por el Dr. Francisco Antonio Pacheco quien en 1986 tuvo la idea la creación de instituciones preuniversitarias en las cuales se hiciera un énfasis especial en ciencias y matemáticas.

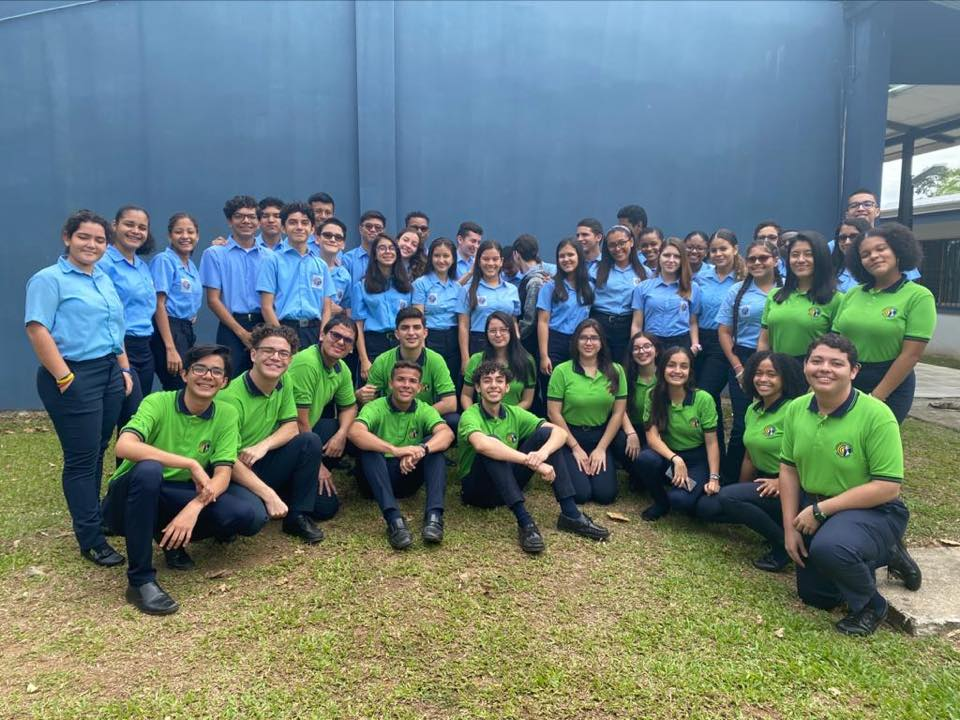
Estudiantes de décimo y undécimo año del Colegio Científico del Atlántico, 2020.

En mayo de ese mismo año, el Dr. Pacheco, siendo Ministro de Educación Pública, encomendó al Dr. Víctor Buján la formación de una comisión organizadora del Sistema Nacional de Colegios Científicos Costarricenses.
En agosto de 1988, Pacheco recibió una copia del proyecto de ley número 10663, titulado «Ley de Promoción del Desarrollo Científico y Tecnológico». Esto generó una comunicación entre él y el Dr. Mario Carvajal, Presidente de la Comisión de Asuntos Sociales.
El diputado Solís y el Dr. Buján trabajaron durante 2 semanas en la ampliación de este proyecto de ley donde se creaba el liceo científico con el nombre «Instituto Superior Clodomiro Picado». La prensa le llamó «Instituto para Superdotados».
Durante los meses posteriores, el viceministro Eduardo Doryan Garrón y el CONICIT se interesaron en el proyecto. El 18 de noviembre de 1988 durante la reunión de la comisión organizadora se acordó abrir 2 liceos llamados «Colegios Científicos Costarricenses».
Ya en 1989 se han abierto las puertas de los dos primeros Colegios Científicos. Uno apadrinado por el TEC en Cartago y el otro por la UCR en San Pedro.
Para 1993 se abrieron cuatro colegios más: la UCR abrió uno en Libería y otro en San Ramón, el TEC abrió otro en San Carlos y la UNA abrió uno en Pérez Zeledón.

## Principio

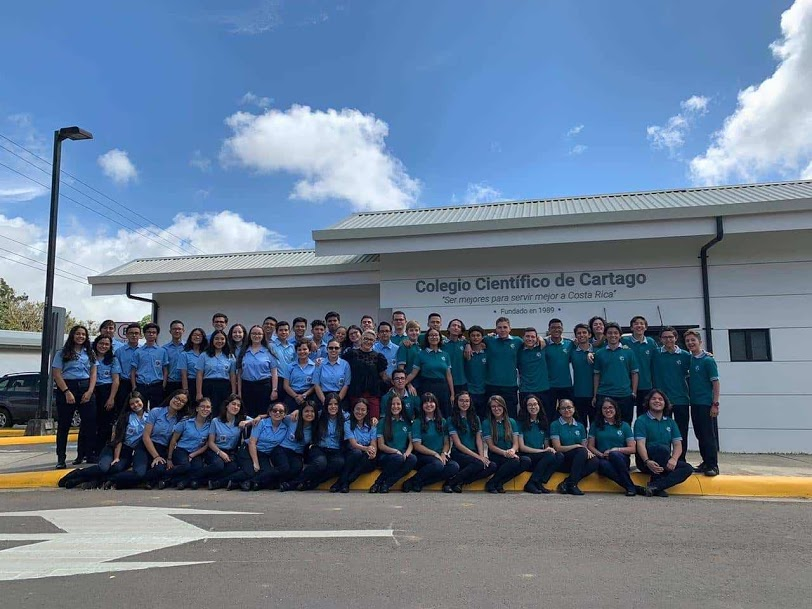
Estudiantes de décimo y undécimo año del Colegio Científico de Cartago en el Tecnológico de Costa Rica, año 2020.

Contribuir a satisfacer la necesidad de identificar y brindar una atención especial a los estudiantes que posean:
- Un interés y entusiasmo por el estudio de las Matemáticas, Física, Química, Biología y otras Ciencias.
- Buenas calificaciones y rendimiento en dichas materias.

## Requisitos para ingresar a un Colegio Científico
Los estudiantes que deseen ingresar a un Colegio Científico de Costa Rica deben:
- Tener nota mayor a 85 en el promedio anual de todas las materias de séptimo, octavo y los primeros 2 trimestres de noveno.
- Inscribirse en alguna de las sedes de los Colegios Científicos.
- Realizar el examen de aptitud académica.
- Presentar muchas ganas de aprender y superarse.
- Tener 16 años o menos para el 1.º de enero del año de ingreso.

Cualquier estudiante que cumpla con estas características es elegible para entrar a un Colegio Científico. Además, debido a que los Colegios Científicos son públicos, estos cuentan con un sistema de becas con el fin de que nadie pierda la oportunidad de ingresar aunque tenga dificultades económicas.

## Como inscribirse a un Colegio Científico
Los estudiantes que cumplan con los requisitos de admisión deben solicitar el formulario de admisión en la sede donde desean matricularse. Durante el periodo de matrícula el padre, madre o encargado debe presentar los siguientes documentos:
- Formulario de admisión, debidamente lleno.
- Certificación de notas de sétimo, octavo y los 2 primeros trimestres de noveno.
- Fotocopia de la cédula de menor del solicitante.
- Fotocopia de la cédula de identidad del padre, madre o encargado.

## Características de los Colegios Científicos

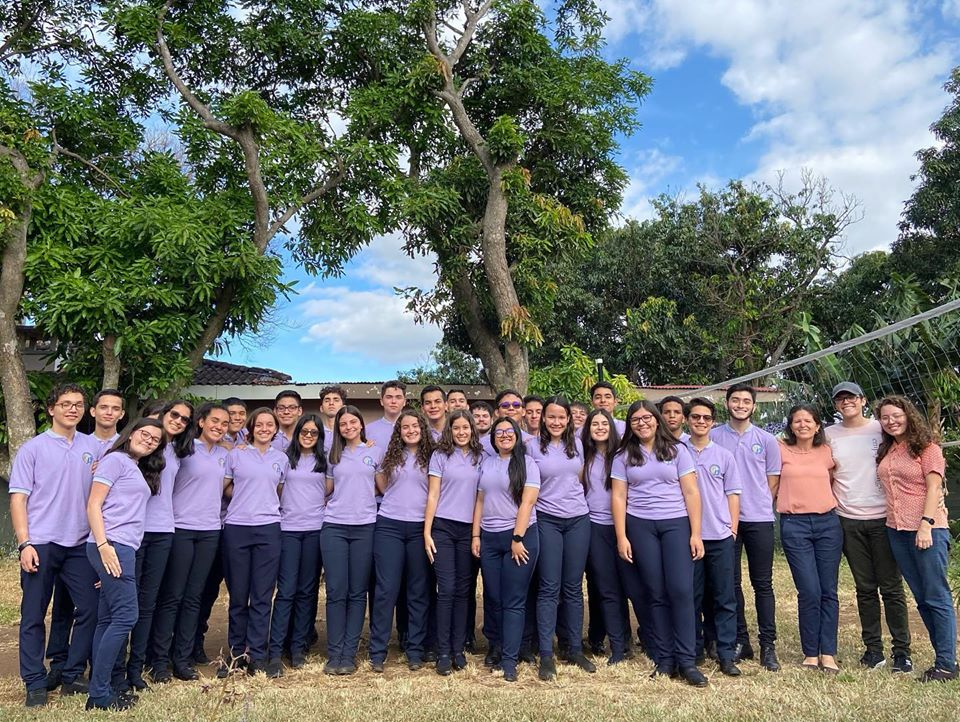
Estudiantes de undécimo año del Colegio CIentífico de Alajuela, 2020.

Según un artículo publicado en el periódico La Nación en el 2008, «los colegios científicos son los centros más exitosos dentro de las instituciones de secundaria públicas del MEP». Estos colegios buscan el desarrollo de habilidades, destrezas, conocimientos y orientación profesional para un óptima calidad académico, por lo tanto no son colegios para todos los estudiantes, sino solamente para aquellos que poseen un interés extraordinario por el estudio de las ciencias exactas (aptitud), y una extraordinaria capacidad para el trabajo intenso (actitud). Además los colegios científicos imparten algunas materias universitarias que posteriormente pueden ser convalidadas en las universidades estatales.
Cada Colegio Científico acepta de veintiocho a treinta y cinco nuevos estudiantes al año —los que obtienen las mejores calificaciones en la Prueba de Aptitud Académica— y posee únicamente dos grupos: uno de décimo y otro de undécimo, por lo que la población estudiantil ronda entre los 40 y 50 estudiantes en cada sede. Parte de los requerimientos para poder permanecer en el colegio es tener un promedio mayor a 70 en cada materia, por lo que si un estudiante no cumple con dicho requisito debe regresar a su colegio de procedencia o a otro. Otra característica importante es que cada Colegio Científico es «apadrinado» por una sede de alguna universidad estatal, por lo que la mayoría de los profesores de estos centros educativos son profesores universitarios.
Además de esto, el Sistema Nacional es administrado por el Consejo Nacional de Colegios Científicos de Costa Rica; creado por medio de la Ley 7169, Ley de Promoción del Desarrollo Científico y Tecnológico, adscrito al MEP. El Sistema cuenta con un Director Ejecutivo, el cual funge como cabeza principal del Sistema, respetando las decisiones que tome el Consejo Nacional. Cada Colegio Científico cuenta además con su Ejecutivo Institucional, cabeza de cada colegio (función similar a la del director; sin embargo con capacidad de nombrar y remover personal) y con Junta Administrativa

## Sedes
Actualmente existen 11 Colegios Científicos o «Sedes», las cuales están distribuidas por todo el territorio nacional, cada sede se encuentra dentro (o muy cerca) de las distintas sedes de las universidades públicas del país, estas son:
- Colegio Científico de Costa Rica, sede de Cartago (TEC)
- Colegio Científico de Costa Rica, sede de San Pedro de Montes de Oca (UCR)
- Colegio Científico de Costa Rica, sede de San Ramón (UCR)
- Colegio Científico de Costa Rica, sede de Guanacaste (UCR)
- Colegio Científico de Costa Rica, sede de Puntarenas (UCR)
- Colegio Científico de Costa Rica, sede de San Carlos (TEC)
- Colegio Científico de Costa Rica, sede del Atlántico (UNED)
- Colegio Científico de Costa Rica, sede de Alajuela (UNED)
- Colegio Científico de Costa Rica, sede de Pérez Zeledón (UNA)
- Colegio Científico de Costa Rica, sede de San Vito (UNED)
- Colegio Científico de Costa Rica, sede de Parrita (UNED)